# Beuningen (Gelderland)
| Gemeentegrenzen Wijkgrenzen Buurtgrenzen Autosnelweg Secundaire weg Spoorweg |  |  | ██ Geselecteerde gemeente ██ Bebouwd gebied ██ Bos of park ██ Binnenwater, rivier of kanaal |

Beuningen (uitspraak: [ˈbøːnɪŋən] uitspraakⓘ) (in Beunings dialect: "Bunninge") is een gemeente en plaats in de Nederlandse provincie Gelderland. De gemeente bestaat sinds 1 juli 1980 naast Beuningen uit de kerkdorpen (in volgorde van grootte) Ewijk, Weurt en Winssen. De gemeente telt 26.723 inwoners (1 januari 2024, bron: CBS), waarvan 17.605 in Beuningen zelf. De oppervlakte bedraagt 47,5 km². Beuningen ligt in het Rijk van Nijmegen in de oksel van knooppunt Ewijk met aan de zuidzijde de A73 (Nijmegen - Roermond) en ten westen de A50 (Zwolle - Eindhoven). In het noorden grenst Beuningen aan rivier de Waal en aan de oostkant aan Nijmegen.

Beuningen en omgeving

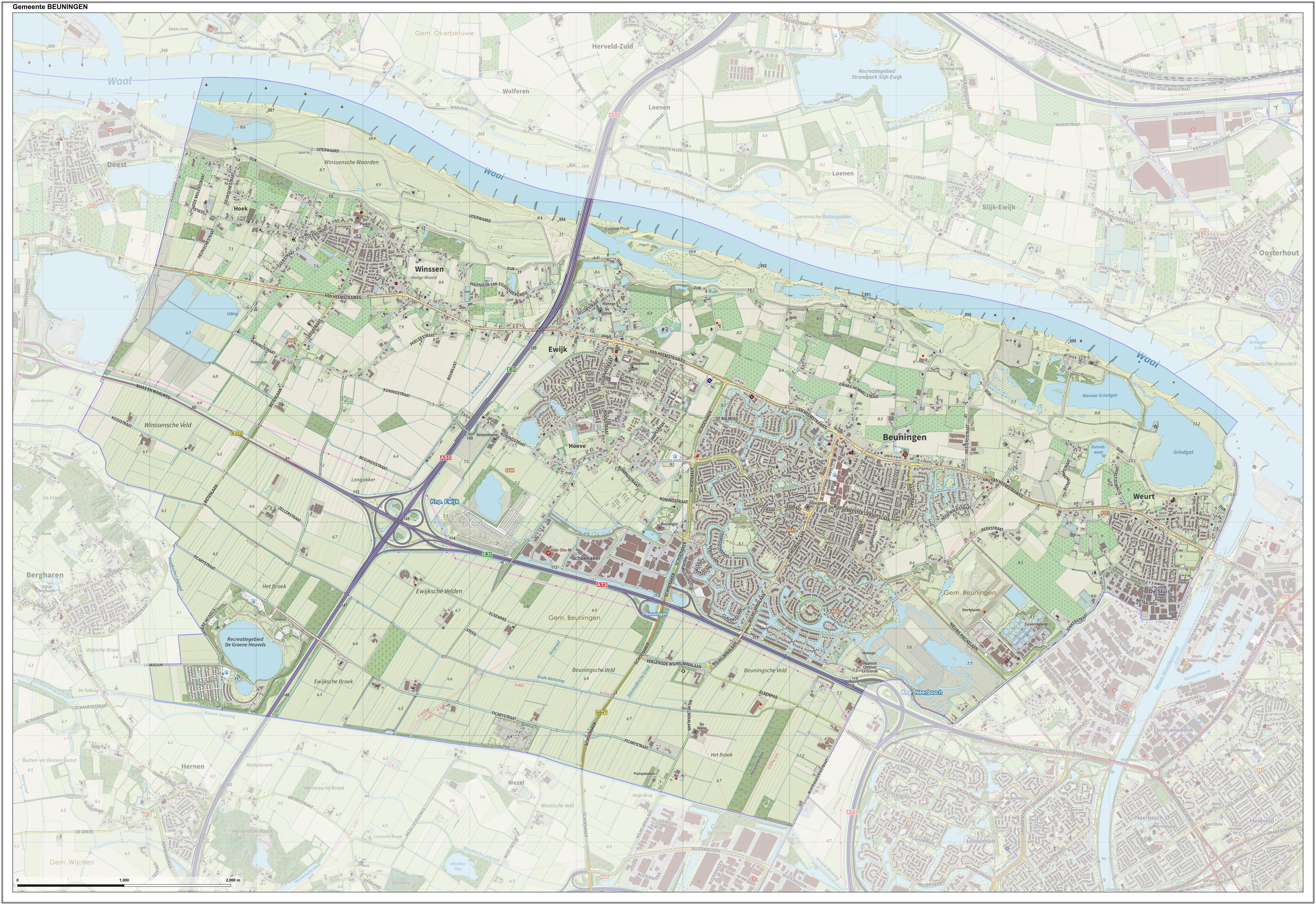
Topografische gemeentekaart van Beuningen, september 2022

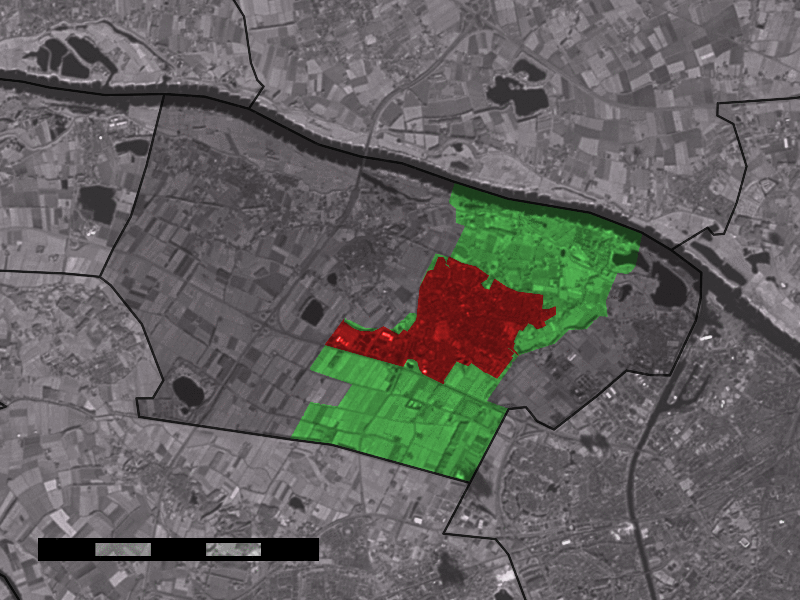
Het gebied dat onder de plaats Beuningen valt (groen), met daarbinnen de woonkern Beuningen (rood)

Typerend voor Beuningen zijn de vele nieuwbouwwijken waarin wonen en water door de gemeente centraal worden gesteld. Voorbeelden van deze wijken zijn De Heuve, De Haaghe, Den Balmerd en de recentere uitbreidingen de Beuningse Plas en De Rietlanden. Binnen de gemeentegrenzen ligt in Ewijk de grote recreatieplas De Groene Heuvels, waar sinds 2014 het festival Down The Rabbit Hole plaatsvindt.

## Geschiedenis

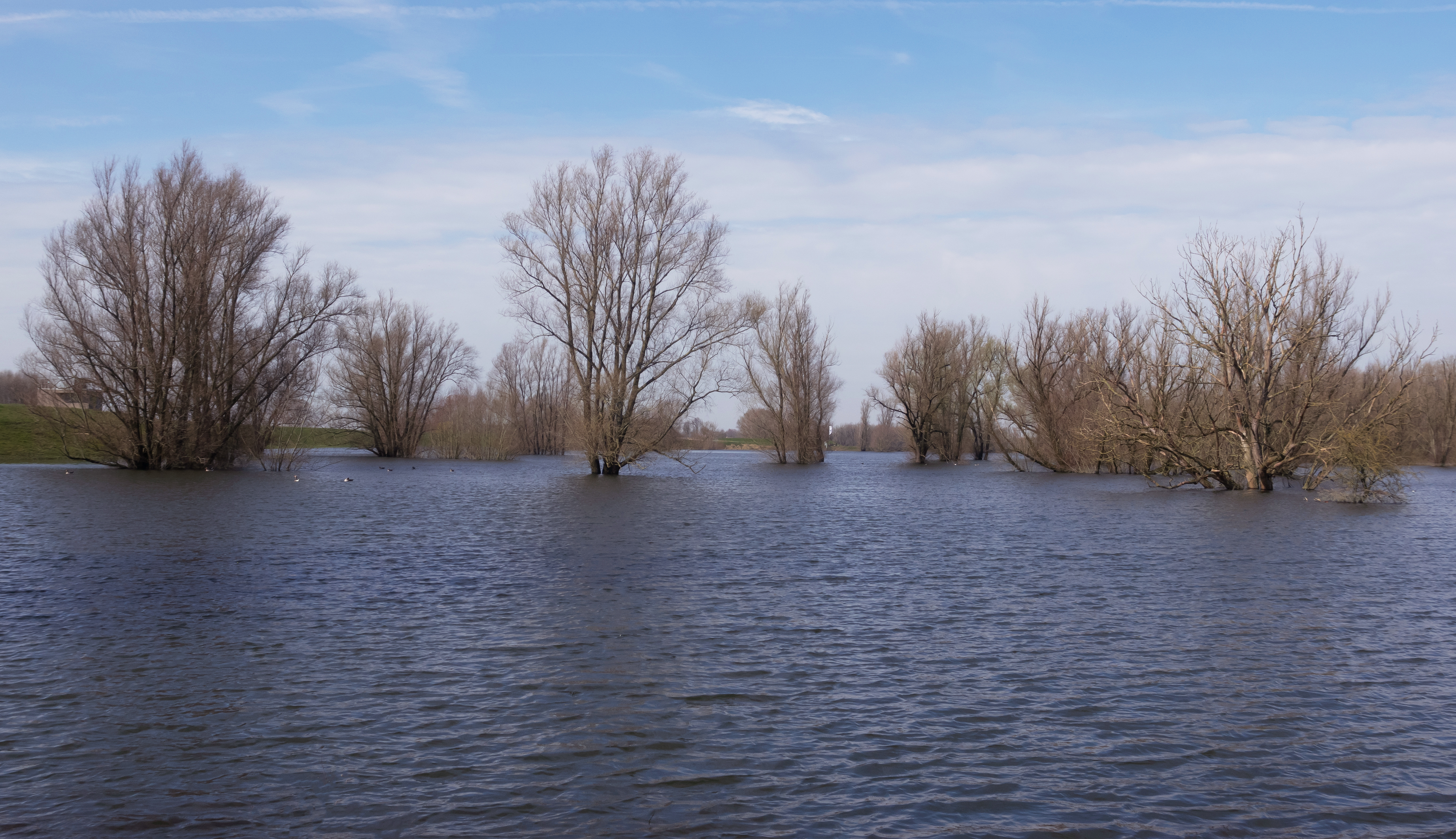
Plas langs de Dijk

Het gebied waar Beuningen nu ligt werd vroeger mogelijk al door de Romeinen bewoond. In ieder geval worden er af en toe opgravingen uit de Romeinse tijd gedaan. Tot ongeveer 1900 was Beuningen, net zoals Ewijk en Winssen, een arm boerendorp dat vaak door overstromingen getroffen werd. Toch waren er ook een behoorlijk aantal zeer goed bemiddelde families in Beuningen, met name grote boeren, die voor de hoogste belastingopbrengst in de streek zorgden.

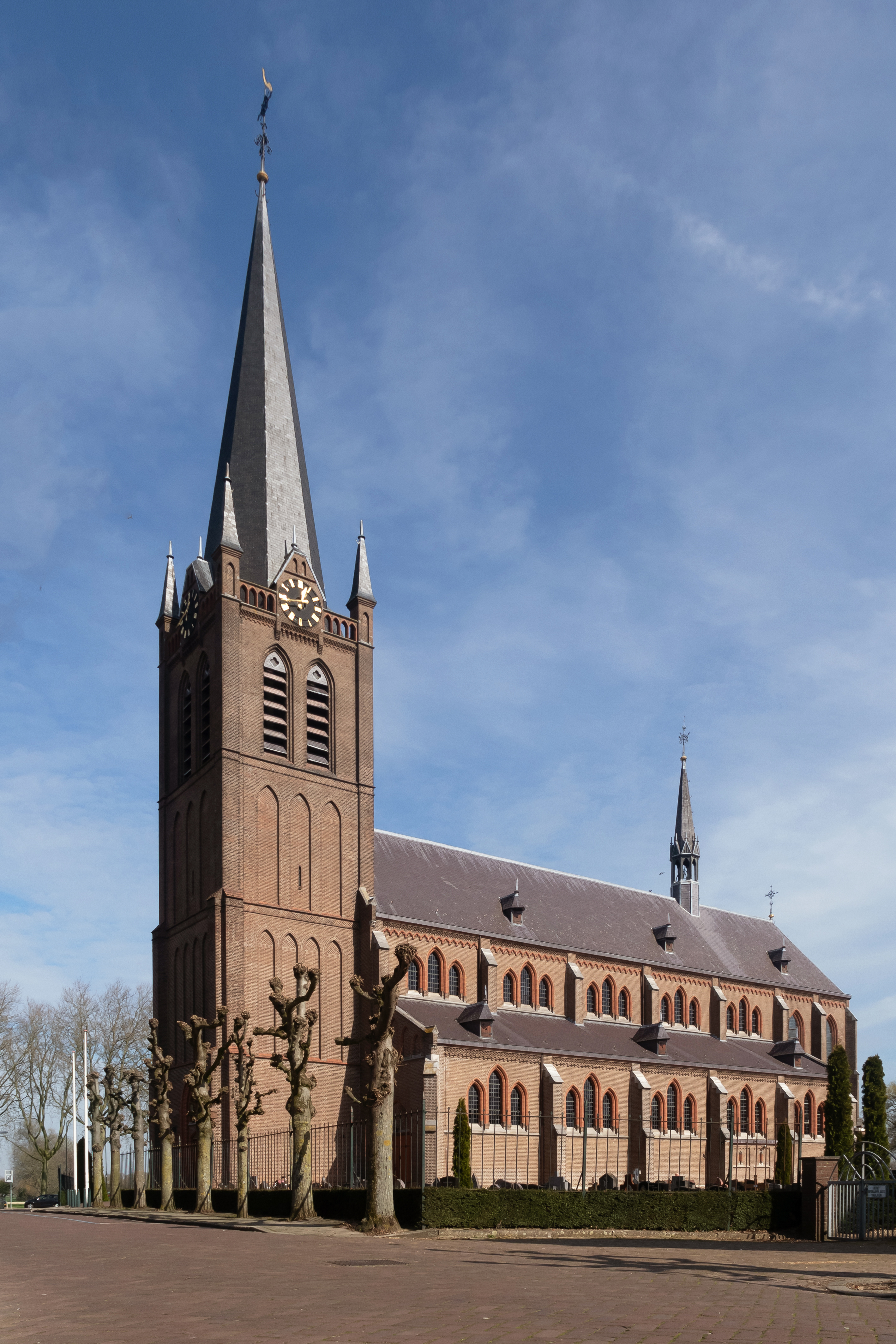
Corneliuskerk

Op 1 januari 1818 werd de gemeente vergroot door de annexatie van de opgeheven gemeente Weurt en op 1 juli 1980 door de annexatie van de opgeheven gemeente Ewijk.
Van 1900 tot 1970 was er een nonnenklooster gevestigd, dat trachtte de armoede te verlichten. Eind jaren twintig veranderde deze situatie door de aanleg van het Maas-Waalkanaal met de nieuwe Waalhaven op de grens van Weurt en Nijmegen (1928) en de aanleg van betere straten. Ook was er de aanleg van de stoomtram van Nijmegen naar Druten. De stoomtram kwam over de Van Heemstraweg door Beuningen. De komst van de Van Heemstraweg (1927-1959) verbond Beuningen met Nijmegen aan de oostkant en aan de westkant de dorpen aan de Waal tot aan Zaltbommel.
Tegenwoordig is Beuningen uitgegroeid tot een groeikern, c.q. voorstadje van Nijmegen, met vele nieuwbouwwijken.
In Beuningen staat verder een standerdmolen, De Haag.

## Bevolking
| Woonplaats (BAG) | Inwoners 2023 |
| ---------------- | ------------- |
| Beuningen        | 17.605        |
| Ewijk            | 4.215         |
| Weurt            | 2.525         |
| Winssen          | 2.225         |

## Indeling
Er zijn binnen de gemeente vier kernen. Van west naar oost:
- Winssen
- Ewijk
- Beuningen
- Weurt

Beuningen bestaat uit de volgend wijken:
1. Beuningen Noordwest (bestaande uit Blanckenburg, Olden Tempel, Aalsterveld en Viermorgen; 1792 woningen)
2. Beuningse Plas (De parken 1 en 2, De Vaarten, Beuningerbeemd en appartementencomplex Waterdorp; 472 woningen)
3. Beuningen Centrum (311 woningen)
4. Centrum Oost (733 woningen)
5. De Haaghe (163 woningen)
6. De Heuve (648 woningen)
7. De Heuve 4 (102 woningen)
8. De Hoeven (gebouwd in 3 fases: De Hoeven 1, 2 en 3; 526 woningen)
9. Duivenkamp (bestaande uit De Duivenkamp, De Liende, Sportpark De Linde en Sportpark de Hutgraaf; 439 woningen)
10. Den Balmerd (408 woningen)
11. Tinnegieter (768 woningen)
12. De Rietlanden (in aanbouw) (alle woningen opgeleverd, behalve gedeelte tussen Lagunesingel en Wolfsbossingel nog niet gestart), ligt gedeeltelijk langs de snelweg A73
13. Notenhof
14. Schoenaker een nieuw te bouwen woonwijk tussen Ewijk en Beuningen

## Wapen
Het wapen kent vier ‘kwartieren’:
1. In goud een dubbele adelaar van sabel, getongd, gebekt en gekluwd van keel, boven vergezeld van een ster van keel (Rijk van Nijmegen).
2. In keel een burcht van zilver, bestaande uit twee gekanteelde en gedekte torens, verbonden door een gekanteelde muur, waarin een gesloten poort (slot Doddendael).
3. In keel, bezaaid met blokjes van zilver, een leeuw van hetzelfde, gekroond, getongd en genageld van goud (Van Stepraad).
4. In goud en van zilver en keel in twee rijen geschaakt schuinkruis (Van Appeltern).

## Gemeentevlag
In 2013 voerde de gemeente een nieuwe gemeentevlag in. Deze vlag is geheel wit met daarop de tekst Gemeente Beuningen met daar tussenin het logo van de gemeente.

## Politiek

### Gemeenteraad
De gemeenteraad van Beuningen bestaat uit 21 zetels. Hieronder de behaalde zetels per partij bij de gemeenteraadsverkiezingen sinds 1982:
| Gemeenteraadszetels                 | Gemeenteraadszetels | Gemeenteraadszetels | Gemeenteraadszetels | Gemeenteraadszetels | Gemeenteraadszetels | Gemeenteraadszetels | Gemeenteraadszetels | Gemeenteraadszetels | Gemeenteraadszetels | Gemeenteraadszetels | Gemeenteraadszetels |
| Partij                              | 1982                | 1986                | 1990                | 1994                | 1998                | 2002                | 2006                | 2010                | 2014                | 2018                | 2022                |
| ----------------------------------- | ------------------- | ------------------- | ------------------- | ------------------- | ------------------- | ------------------- | ------------------- | ------------------- | ------------------- | ------------------- | ------------------- |
| Beuningen Nu & Morgen*              | -                   | -                   | -                   | -                   | -                   | -                   | 5                   | 9                   | 9                   | 7                   | 6                   |
| VVD                                 | 2                   | 2                   | 1                   | 1                   | 2                   | 2                   | 2                   | 3                   | 2                   | 3                   | 4                   |
| CDA                                 | 6                   | 4                   | 5                   | 4                   | 3                   | 2                   | 4                   | 3                   | 3                   | 3                   | 3                   |
| D66                                 | 1                   | -                   | -                   | -                   | -                   | -                   | -                   | -                   | 3                   | 2                   | 3                   |
| GroenLinks                          | -                   | -                   | 1                   | 2                   | 2                   | 2                   | 2                   | 3                   | 2                   | 3                   | 2                   |
| SP                                  | -                   | -                   | -                   | -                   | -                   | -                   | -                   | -                   | -                   | 2                   | 2                   |
| PvdA                                | -                   | -                   | 3                   | 2                   | 3                   | 3                   | 6                   | 3                   | 2                   | 1                   | 1                   |
| Gemeente Belangen Democraten        | 2                   | 3                   | 4                   | 3                   | 2                   | 3                   | 2                   | -                   | -                   | -                   | -                   |
| Democratische Partij Hutner/Melssen | 3                   | 4                   | 5                   | 5                   | 5                   | 5                   | -                   | -                   | -                   | -                   | -                   |
| DPB                                 | -                   | -                   | -                   | 2                   | 2                   | 2                   | -                   | -                   | -                   | -                   | -                   |
| PvdA-PPR                            | 3                   | 4                   | -                   | -                   | -                   | -                   | -                   | -                   | -                   | -                   | -                   |
| Totaal                              | 17                  | 17                  | 19                  | 19                  | 19                  | 19                  | 21                  | 21                  | 21                  | 21                  | 21                  |

- Beuningen Nu & Morgen kwam voort uit een fusie van DPB en DPHM

### College
Beuningen kende tot 2020 een college van burgemeester en wethouders dat was samengesteld uit BN&M, CDA en VVD. Elk van de drie leverde één wethouder. Daarna is tussentijds een nieuw college samengesteld met BN&M, D66, Groenlinks en de PVDA. Elk levert een wethouder.

## Verenigingsleven
De groei die Beuningen de laatste jaren kende heeft het verenigingsleven in de gemeente een sterke impuls gegeven. Zo heeft zich voetbalclub Beuningse Boys ontwikkeld tot een van de grootste sportverenigingen in de regio Nijmegen. Ook hockeyclub MHCB groeide explosief. 
Maar ook voor de ouderen zijn er tal van activiteiten. De  VvSB (Vereniging voor Senioren Beuningen) organiseert (in samenwerking met de ouderenverenigingen uit de andere drie dorpskernen) bijvoorbeeld het Zomerfestival in de periode dat de (klein)kinderen vaak met vakantie zijn, en er minder familiecontacten zijn. Maar er zijn het hele jaar door ook tal van andere activiteiten voor 55-plussers.

## Openbaar vervoer (Breng)
| Lijn         | Route                                                                              | Bijzonderheden                       |
| ------------ | ---------------------------------------------------------------------------------- | ------------------------------------ |
| Stadsbus 5   | Beuningen - Weurt - Plein 1944 - Station Nijmegen - Groesbeek - De Horst/Breedeweg |                                      |
| Stadsbus 11  | Beuningen - Station Nijmegen Dukenburg                                             | Rijdt niet 's avonds in het weekend. |
| Streekbus 65 | Beuningen Kerk - Wijchen                                                           | Rijdt niet 's avonds in het weekend. |
| Streekbus 85 | Station Nijmegen - Plein 1944 - Weurt - Beuningen - Ewijk - Winssen - Druten       | In samenwerking met Arriva.          |
| Buurtbus 565 | Beuningen Kerk - Wijchen                                                           | Rijdt niet 's avonds in het weekend. |

## Geboren in Beuningen
- Eduard Janssens (1908-1989), voormalig burgemeester van Nieuw-Vossemeer, Aarle-Rixtel en Stiphout
- Gerrie Gerrits (1947), voetballer
- Jeanne Kooijmans (1963), radio- en televisiepresentatrice en tekstschrijfster
- Willie Smits (1957), bosbouwkundige, natuurbeschermer, oprichter van BOSF (Borneo Orangutan Survival Foundation)

## Wonende in Beuningen
- Marike Jager (1979), zangeres
- Rob Trip (1960), radio- en televisiepresentator
- Piet Velthuizen (1986), voetbalkeeper

## Stedenband
- Mikołów (sinds 1992).

## Aangrenzende gemeenten
| Aangrenzende gemeenten | Aangrenzende gemeenten | Aangrenzende gemeenten | Aangrenzende gemeenten | Aangrenzende gemeenten |
| ---------------------- | ---------------------- | ---------------------- | ---------------------- | ---------------------- |
| Neder-Betuwe           |                        | Overbetuwe             |                        |                        |
|                        |                        |                        |                        |                        |
| Druten                 | Nijmegen               |                        |                        |                        |
|                        |                        |                        |                        |                        |
|                        |                        | Wijchen                |                        |                        |

## Monumenten en beelden
In de gemeente is er een aantal rijksmonumenten, gemeentelijke monumenten en oorlogsmonumenten, zie:
- Lijst van rijksmonumenten in Beuningen (gemeente)
- Lijst van gemeentelijke monumenten in Beuningen (Gelderland)
- Lijst van oorlogsmonumenten in Beuningen
- Lijst van beelden in Beuningen

In Beuningen staat verder een standerdmolen, De Haag.

## Afbeeldingen

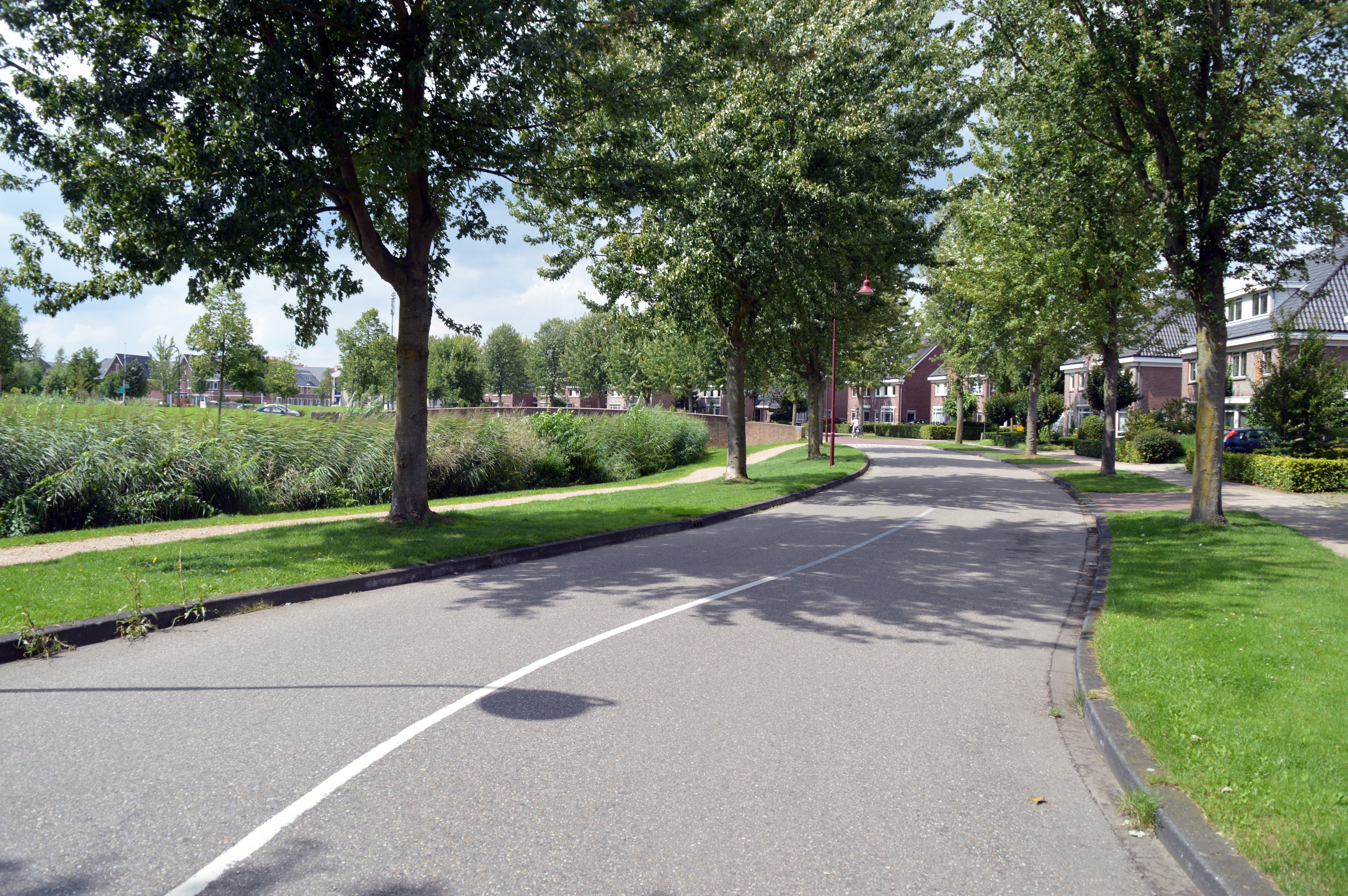
Wolfsbossingel
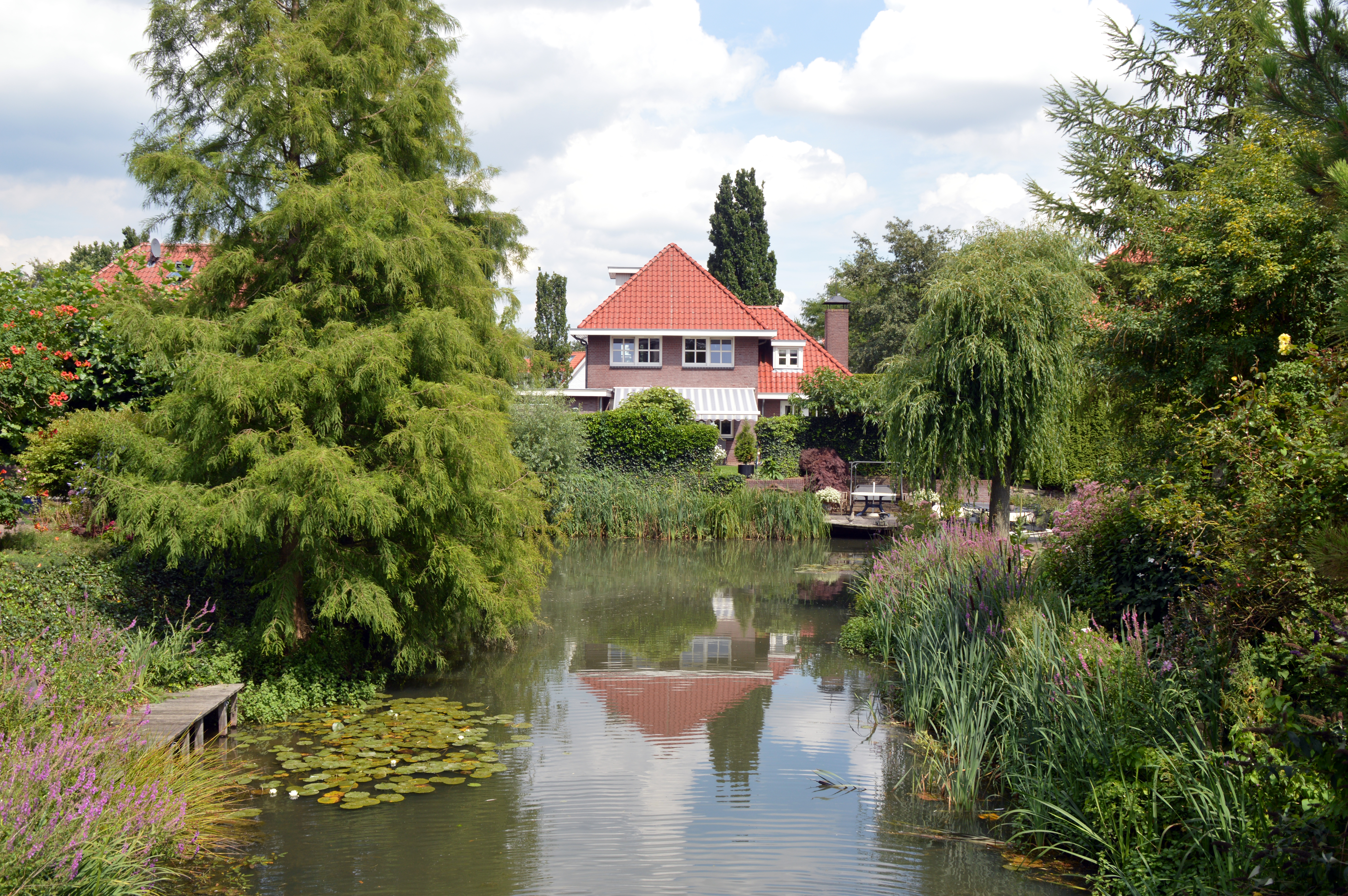
Zicht op Eikenpark vanaf de Wolfbossingel
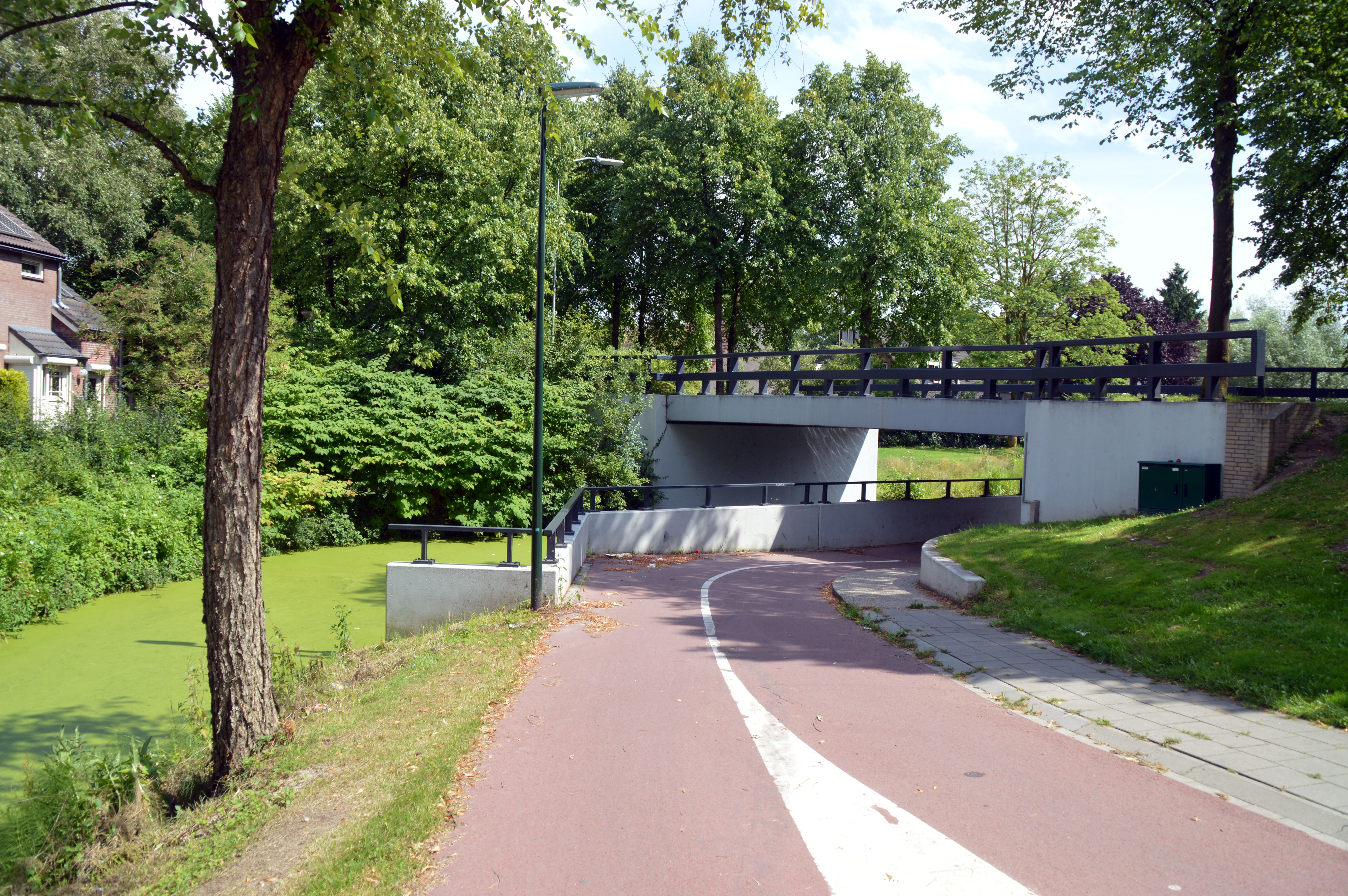
Leigraaf viaduct
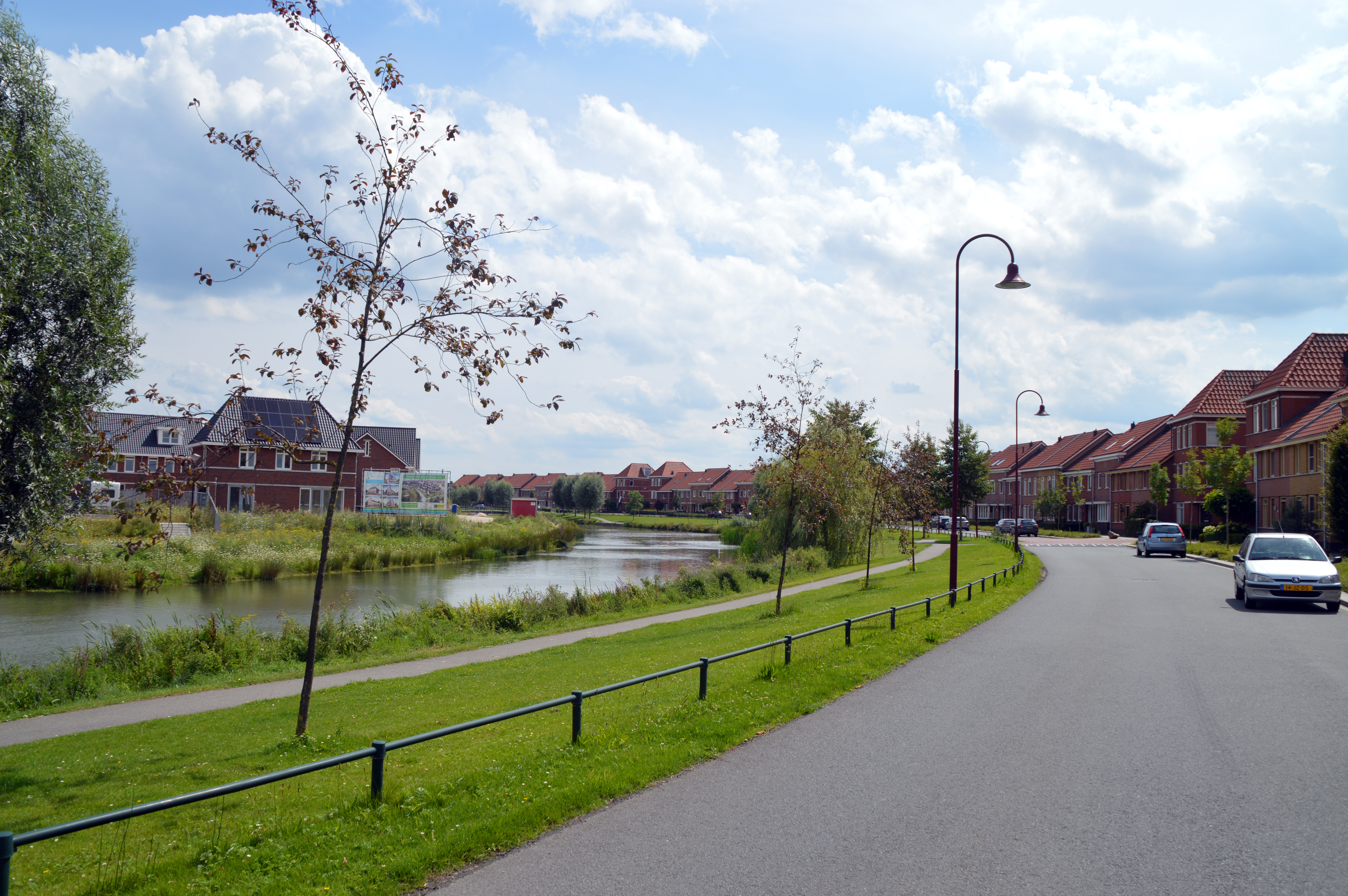
Lagunesingel
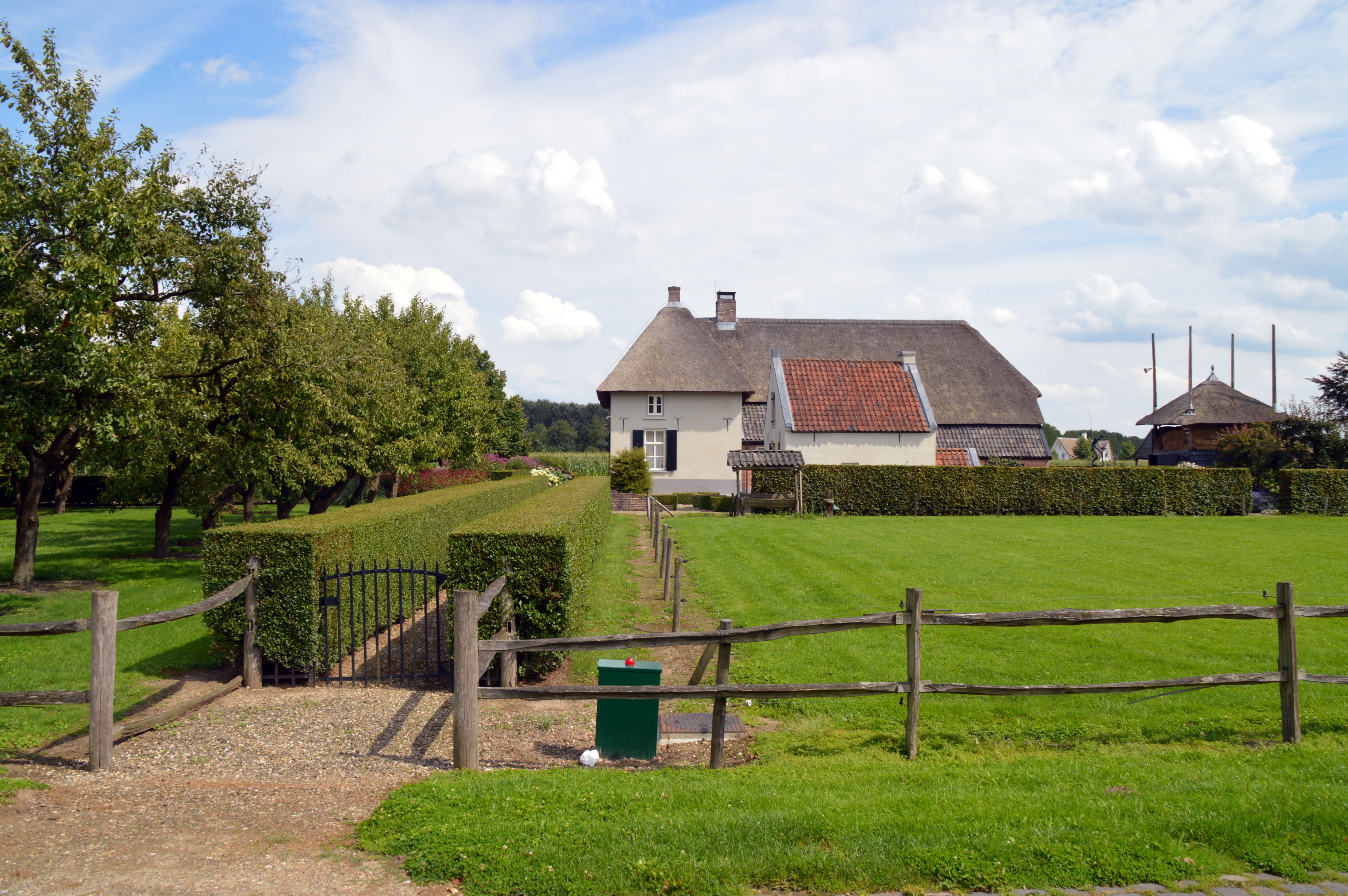
Lindenstraat met T-boerderij
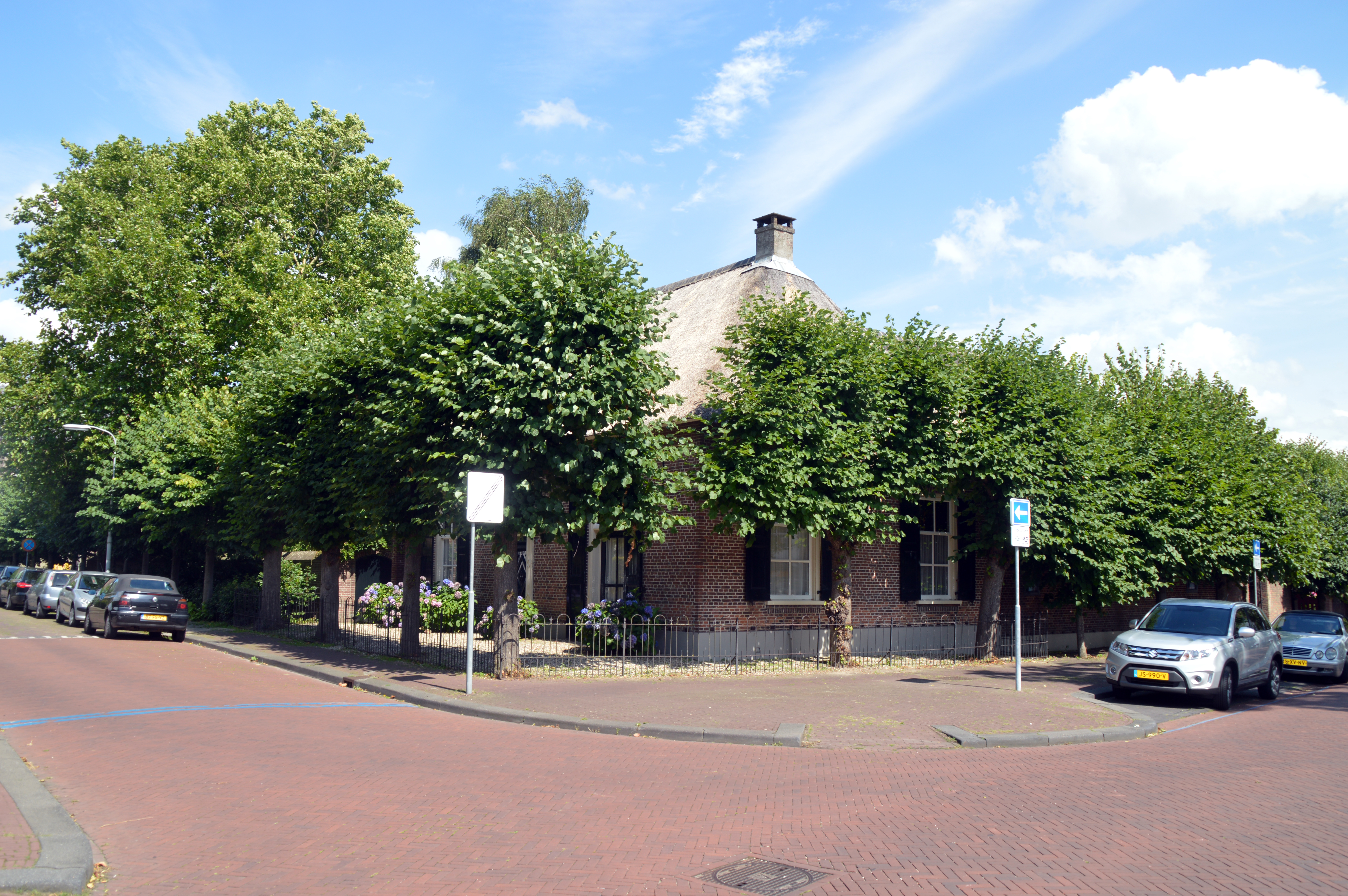
Kerkplein
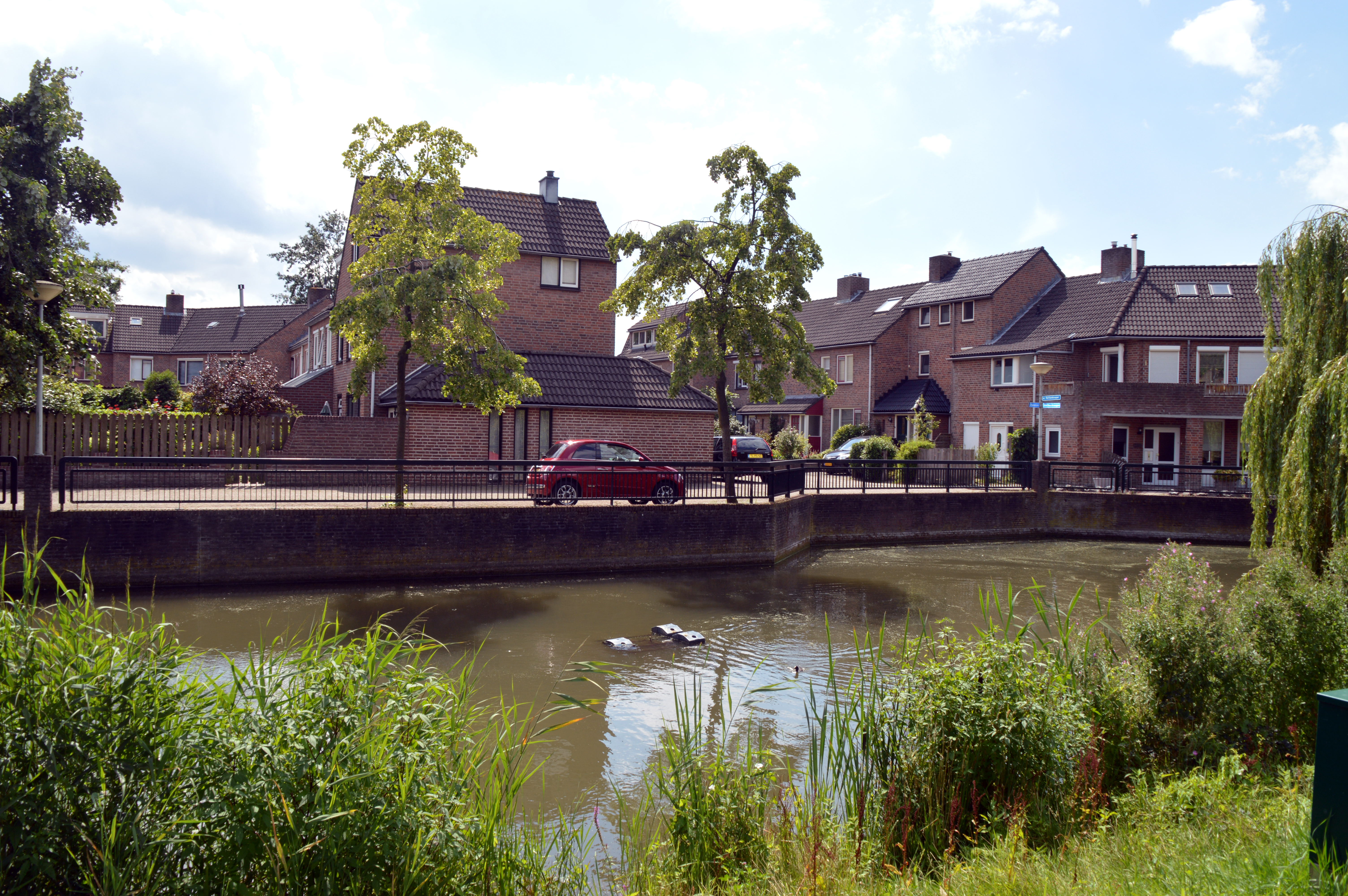
Nettenknoper
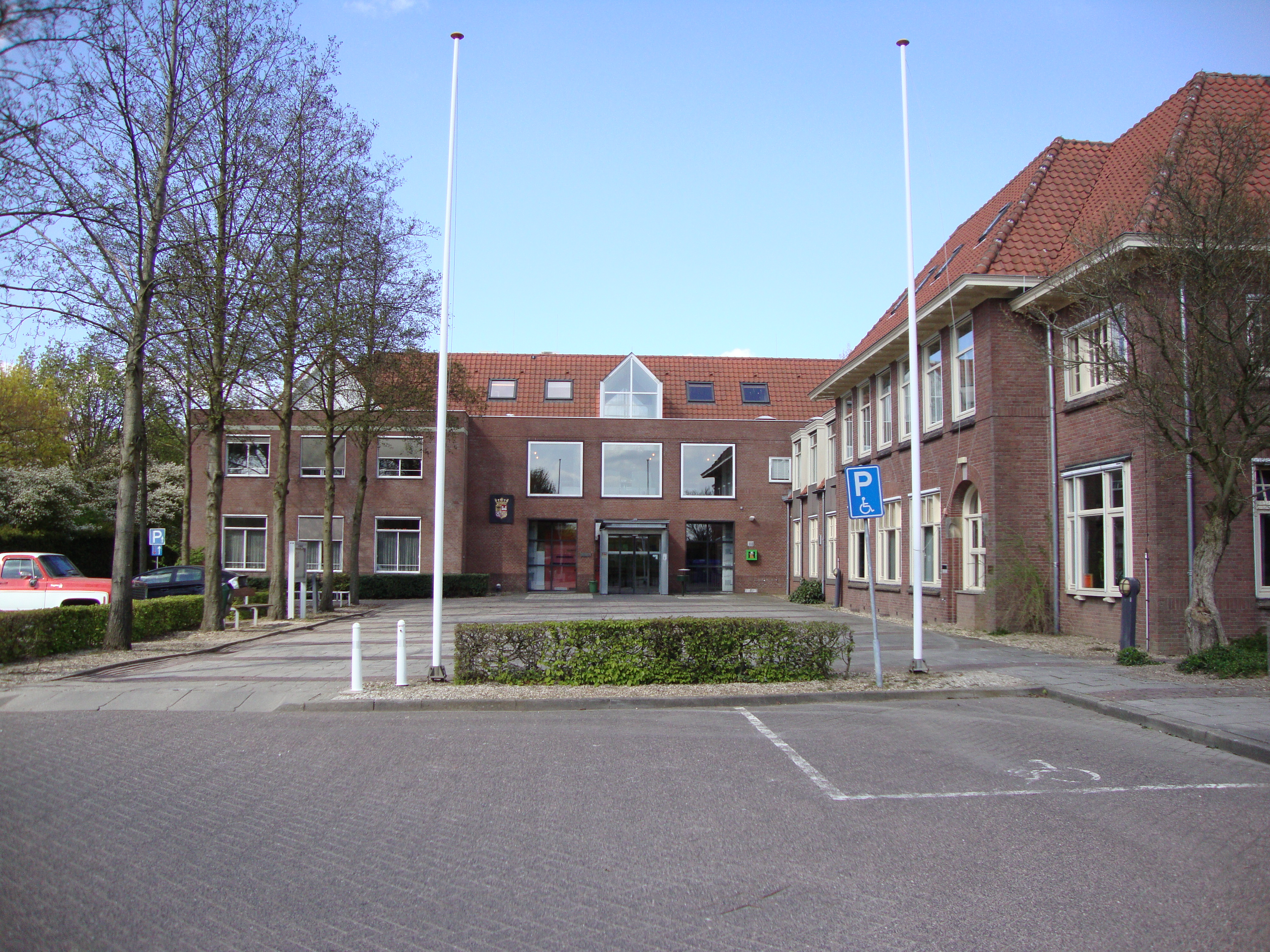
Gemeentehuis
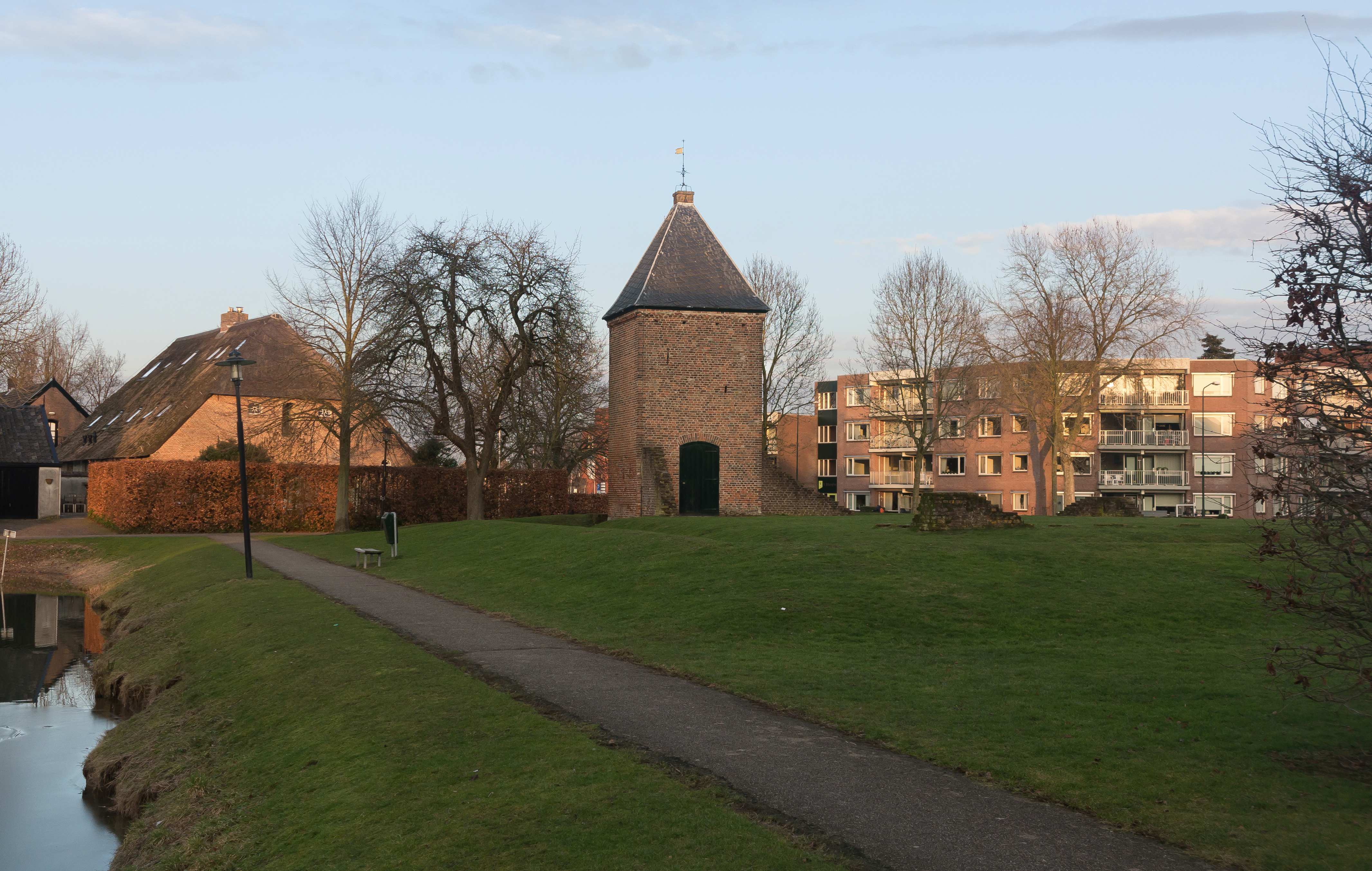
Torentje van de Blanckenburgh
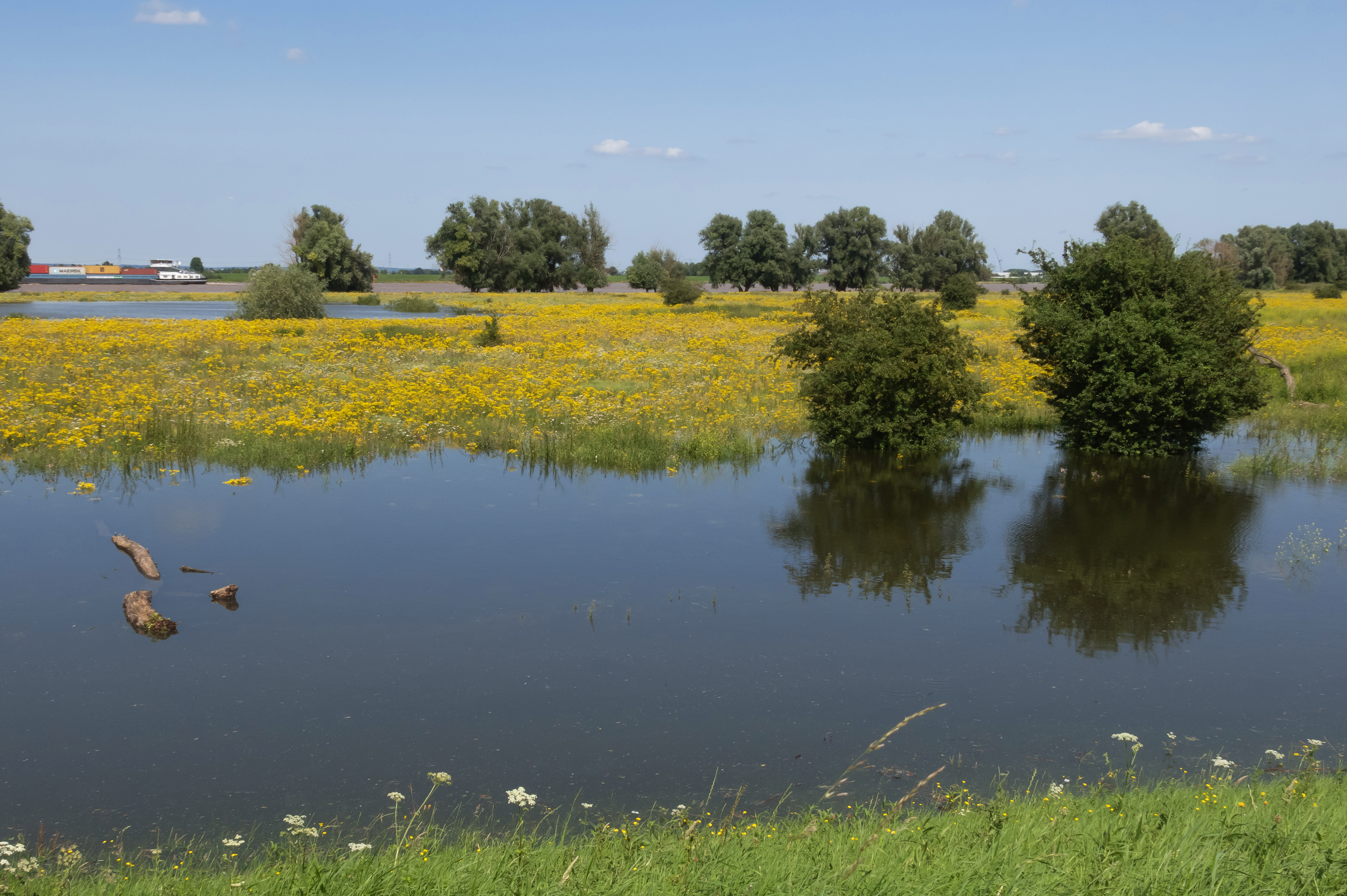
Beuningse Uiterwaarden tijdens hoog water
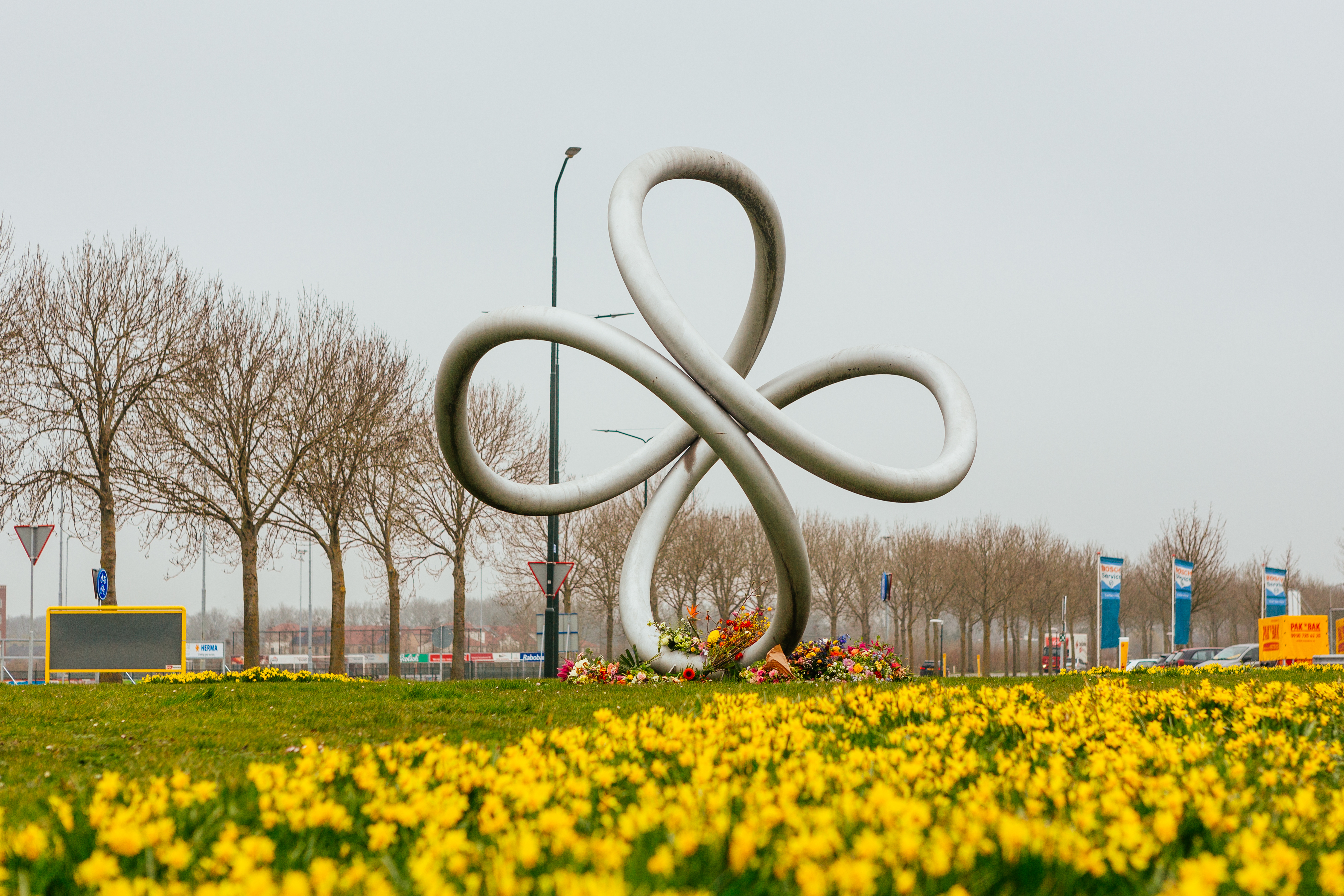
Kunstwerk 'De Cirkel' gemaakt door Anneke van Bergen. Het klavertjevier representeert de vier dorpen.